# Les Vampires
Les Vampires (conocida en español como Los vampiros) es un serial silente francés del género de crimen escrito y dirigido por Louis Feuillade y estrenado entre 1915 y 1916. Ambientado en París, está protagonizado por Édouard Mathé, Musidora y Marcel Lévesque. Los personajes principales son un periodista y su amigo que se involucran en tratar de descubrir y detener a una extraña pandilla clandestina de apaches, conocida como Los Vampiros (que no son los seres mitológicos que sugiere su nombre). La serie consta de diez episodios, que varían mucho en duración. Con aproximadamente 7 horas de duración, se considera una de las películas más largas jamás realizadas. Fue producido y distribuido por la empresa Gaumont de Feuillade. Debido a sus similitudes estilísticas con los otros seriales de crímenes de Feuillade, Fantômas y Judex, los tres a menudo son considerados una trilogía.
Recién salido del éxito de la serie anterior de Feuillade, Fantômas, y enfrentando la competencia de la compañía rival Pathé, Feuillade hizo la película de forma rápida y económica con muy poco guion escrito. En su lanzamiento inicial, Les Vampires recibió críticas negativas de los críticos por su dudosa moralidad y su falta de técnicas cinematográficas en comparación con otras películas. Sin embargo, fue un gran éxito con su audiencia en tiempos de guerra, lo que convirtió a Musidora en una estrella del cine francés. Desde entonces, la película ha sido revaluada y muchos la consideran la obra maestra de Feuillade y una obra maestra cinematográfica. Es reconocida por desarrollar técnicas de suspenso, adoptadas luego por Alfred Hitchcock y Fritz Lang; y avanzar con el cine de vanguardia, inspirando a Luis Buñuel y otros. Está incluido en el libro 1001 películas que hay que ver antes de morir.

## Trama
| N.º | Título                   | Título en español        | Duración   | Fecha de emisión original |
| --- | ------------------------ | ------------------------ | ---------- | ------------------------- |
| 1   | «La Tête Coupée»         | «La cabeza cortada»      | 33 minutos | 13 de noviembre de 1915   |
| 2   | «La Bague Qui Tue»       | «El anillo que mata»     | 15 minutos | 13 de noviembre de 1915   |
| 3   | «Le Cryptogramme Rouge»  | «El criptograma rojo»    | 39 minutos | 4 de diciembre de 1915    |
| 4   | «Le Spectre»             | «El espectro»            | 30 minutos | 7 de enero de 1916        |
| 5   | «L'évasion Du Mort»      | «La evasión del muerto»  | 35 minutos | 28 de enero de 1916       |
| 6   | «Les Yeux Qui Fascinent» | «Los ojos que fascinan»  | 54 minutos | 24 de marzo de 1916       |
| 7   | «Satanus»                | «Satanás»                | 46 minutos | 15 de abril de 1916       |
| 8   | «Le Maître de la Foudre» | «El maestro del impacto» | 52 minutos | 12 de mayo de 1916        |
| 9   | «L'homme des Poisons»    | «El hombre del veneno»   | 48 minutos | 2 de junio de 1916        |
| 10  | «Les Noces Sanglantes»   | «Bodas ensangrentadas»   | 60 minutos | 30 de junio de 1916       |

### Episodio 1 -La Tête Coupée
Philippe Guérande (Édouard Mathé), un reportero que trabaja para el periódico The Paris Chronicle donde investiga una organización criminal llamada los Vampiros, recibe un telegrama en el trabajo que indica que el cuerpo decapitado del agente de seguridad nacional a cargo de las investigaciones de los vampiros, el inspector Durtal, fue encontrado en los pantanos cerca de Saint-Clement-Sur-Cher, sin que haya aparecido la cabeza. Guérande es enviado por el periódico al lugar, y tras ser rechazado por el magistrado local (Thelès), pasa la noche en un castillo cercano propiedad del doctor Nox (Jean Aymé), un viejo amigo de su padre, junto con la señora Simpson (Rita Herlor), una multimillonaria estadounidense que desea comprar la propiedad. Después de despertarse en la noche, Philippe encuentra una nota en su bolsillo que dice «¡Renuncia a tu búsqueda, de lo contrario te espera mala suerte! - Los vampiros», y descubre un misterioso pasaje detrás de un cuadro en su habitación. Mientras tanto, el dinero y las joyas de la señora Simpson son robados mientras dormía por un ladrón enmascarado, pero Philippe es sospechoso del crimen cuando la caja de cigarros de Simpson aparece en su bolsillo. Philippe visita nuevamente al magistrado, que ahora cree en su caso, y engañan al doctor Nox y a la señora Simpson para que esperen en una antesala. Entretanto, Philippe y el magistrado van al castillo, donde encuentran a la cabeza del inspector Durtal escondida en la cámara secreta en la habitación de Philippe. De vuelta en la antesala, encuentran que la señora Simpson está muerta y que el doctor Nox ha desaparecido. Su bolsillo contiene una nota del Gran Vampiro que dice que ha asesinado al verdadero doctor Nox y ahora está asumiendo su identidad.

### Episodio 2 -La Bague Qui Tue
El Gran Vampiro, disfrazado del conde de Noirmoutier, lee que la bailarina Marfa Koutiloff (Stacia Napierkowska), que los periódicos dicen que está comprometida con Philippe, interpretará un ballet llamado Los vampiros. Para evitar que ella publique las actividades de los vampiros y disuadir a Philippe, le da a Marfa un anillo envenenado antes de su actuación, que la mata en el escenario. En medio de la multitud en pánico, Philippe reconoce al Gran Vampiro y lo sigue hasta un fuerte abandonado, donde es capturado por la pandilla. Acuerdan interrogar a Philippe a medianoche y ejecutarlo al amanecer. Philippe descubre que el vampiro que lo custodia es uno de sus compañeros de trabajo, Oscar-Cloud Mazamette (Marcel Lévesque), quien le había robado anteriormente y le debía una. Deciden trabajar juntos y capturan al Gran Inquisidor cuando llega a la medianoche. Atan al Gran Inquisidor y lo preparan para su ejecución en lugar de Phillipe. Al amanecer llegan los vampiros para la ejecución, pero la policía allana la guarida. Los vampiros escapan, pero mientras huyen ejecutan por error a su propio Gran Inquisidor, que resulta ser el presidente del Tribunal Supremo de Casación.

### Episodio 3 -Le Cryptogramme Rouge
Mientras finge estar enfermo para salir del trabajo, Philippe intenta decodificar un librito rojo que sacó del cuerpo del Gran Inquisidor, que contiene los crímenes de los vampiros. Descubre que su casa está bajo vigilancia de los vampiros, por lo que se marcha disfrazado. Siguiendo las pistas del folleto llega al club nocturno The Howling Cat. Actuando allí se encuentra Irma Vep (Musidora), cuyo nombre es un anagrama de la palabra vampiro. Después de su acto, el Gran Vampiro le asigna a Irma que recupere el folleto rojo. Cuando Philippe regresa a casa, llega Mazamette, junto con un bolígrafo venenoso que le robó al Gran Vampiro. Unos días después, Irma llega a su casa disfrazada de nueva sirvienta, pero Philippe la reconoce. Ella intenta envenenarlo, pero falla. Su madre (Delphine Renot) sale para encontrarse con su hermano después de recibir la noticia de que ha estado en un accidente automovilístico, pero resulta ser una trampa y es capturada por los vampiros. Mientras Philippe duerme, Irma deja entrar a otro vampiro a su casa, pero él les dispara. Sin embargo, logran escapar porque su arma estaba cargada con cartuchos de fogueo. En una choza en los suburbios, la madre de Philippe es retenida por el padre Silencio (Louis Leubas), un sordomudo, y se ve obligada a firmar una nota de rescate, pero ella lo mata con la pluma venenosa de Mazamette y escapa.

### Episodio 4 -Le Spectre
El Gran Vampiro, bajo el alias de un corredor de bienes raíces «Treps», conoce a Juan-José Moréno (Fernand Herrmann), un empresario, que pide un apartamento con caja fuerte. El Gran Vampiro coloca a Moréno en un apartamento cuya caja fuerte está preparada para abrirse desde la parte trasera a través de la pared divisoria de un apartamento que pertenece a Irma Vep y el Gran Vampiro. Sin embargo, el estuche que Moréno coloca adentro contiene el atuendo negro de los vampiros. Más tarde, disfrazada de la secretaría del banco «Juliette Bertaux», Irma se entera de que un hombre llamado señor Metadier tiene que llevar 300 000 libras esterlinas a otra sucursal. En el caso de que no pueda realizar la entrega, Irma lo hará. Poco después, el señor Metadier es asesinado por los vampiros y su cuerpo arrojado desde un tren. Cuando Irma está a punto de llevarse el dinero, aparece un espectro del señor Metadier y se lo lleva. El Gran Vampiro persigue al espectro, que escapa por una alcantarilla. Más tarde ese día, madame Metadier aparece en el banco y dice que no ha visto a su marido en días. También descubren que no se ha entregado el dinero. Philippe se entera de esto y va al banco disfrazado. Reconociendo a la secretaría como Irma, encuentra su dirección y unas horas más tarde se cuela, usando a Mazamette como estratagema. Irma y el Gran Vampiro abren la caja fuerte de su lado, solo para encontrar el cuerpo de Metadier y el dinero. Philippe intenta capturarlos pero es derribado y escapan. Philippe llama a la policía justo cuando Moréno entra y encuentra su caja fuerte abierta por el otro lado. Él camina a través de esta y es atrapado por Philippe. Se revela que Moréno es otro criminal disfrazado, y afirma no haber matado a Metadier, pero si confiesa haber encontrado su cuerpo junto a las vías del tren donde los vampiros lo habían arrojado. Moréno encontró la carta de autorización de Metadier en su cadáver, se llevó el cuerpo a su casa y se disfrazó del señor Metadier, tomó el dinero y lo puso también en su caja fuerte. El resultado es que el dinero ahora está en posesión de los vampiros. Llega la policía y arresta a Moréno.

### Episodio 5 -L'évasion Du Mort
El juez de instrucción de Saint-Clement-Sur-Cher se traslada a París y es asignado al caso Vampiros y al caso Moréno. Tras ser citado ante el magistrado, Moréno se suicida utilizando una cápsula de cianuro oculta. Su cuerpo está en su celda, pero durante la noche se despierta. Mata al vigilante nocturno y le quita la ropa, escapando de la prisión. Mazamette lo nota, ya que sufre de insomnio. A la mañana siguiente, se descubre que Moréno se ha escapado. Mientras escribe un relato de los eventos, los vampiros sacan a Philippe por la ventana y lo llevan a una gran caja de disfraces. Lo conducen y bajan la caja, pero de manera incompetente, y se desliza por un gran tramo de escaleras. Los vampiros se retiran y Philippe es dejado salir por dos espectadores. Visita al diseñador de vestuario Pugenc, cuyo nombre y número de caja (13) están en la caja de vestuario, solo falta Moréno y su pandilla que han comprado uniformes de policía para un plan propio. Philippe se entera de Pugenc que la caja de disfraces iba a ir al barón de Mortesalgues en la avenida Maillot, y se da cuenta de que «Mortesalgues» debe ser otro alias del Gran Vampiro. Más tarde, Moréno se enfrenta a Philippe en un café, pero cuando Philippe llama a los policías cercanos, resultan ser parte de la banda de Moréno y lo capturan nuevamente. Mientras tanto, Mazamette irrumpe en el escondite de Moréno. Philippe es llevado allí para que la pandilla lo ahorque, a menos que pueda darles los medios para vengarse de los vampiros. Les dice que el barón de Mortesalgues es el Gran Vampiro, y lo perdonan, atándolo. Mazamette aparece y lo libera. Esa noche, el Gran Vampiro, disfrazado del barón de Mortesalgues, organiza una fiesta para su "sobrina", que es Irma Vep disfrazada. La fiesta atrae a muchos miembros de la aristocracia parisina. Mortesalgues revela que a medianoche habrá una sorpresa; pero la sorpresa es un ataque de gas durmiente a los invitados. Los vampiros roban todos los objetos de valor de los invitados mientras están inconscientes. Los vampiros huyen con los objetos robados en la parte superior de su coche, pero Moréno, advertido por Philippe, roba a los vampiros y le envía una carta a Philippe diciéndole que, por el momento, están empatados. Mazamette visita a Philippe; está enojado con su falta de progreso y quiere rendirse. Philippe abre un libro de las Fábulas de La Fontaine y señala la línea, «en todo hay que tener en cuenta el final», y la determinación de Mazamette se renueva.

### Episodio 6 -Les Yeux Qui Fascinent

Juan-José Moréno confronta a Irma Vep.

Han pasado quince días desde los sucesos de Maillot. Moréno busca pistas que lo lleven a los vampiros, y lee en un periódico que un notario de Fontainebleau ha sido asesinado por ellos; como posee una mirada con un terrible poder hipnótico, toma el control de su nueva doncella, Laura, para convertirla en su esclava. Mientras tanto, Philippe y Mazamette ven un noticiero sobre la investigación del asesinato, en el que ven a Irma Vep y al Gran Vampiro. Van en bicicleta a Fontainebleau para investigar. En el camino, ven a un turista estadounidense, Horatio Werner, que cabalga rápido hacia el bosque y lo siguen. Coloca una caja debajo de una de las rocas y la toman. El Gran Vampiro, que se aloja en el Hotel Royal Hunt bajo el seudónimo del conde Kerlor, junto con Irma disfrazada de su hijo, el vizconde Guy, lee en un periódico que a George Baldwin (Émile Keppens), un millonario estadounidense, le han robado $200 000. Quien pueda capturar al criminal, Raphael Norton, que ha huido a Europa con la actriz Ethel Florid, recibirá el saldo no gastado del botín. Kerlor se da cuenta de que el señor y la señora Werner, que se hospedan en el hotel, están angustiados por este aviso y concluye que el señor Werner es Raphael Norton. Philippe y Mazamette llegan al hotel y descubren que los vampiros tienen su base allí. En un hotel diferente, fuerzan la apertura de la caja y encuentran dentro el dinero robado de Baldwin. Moréno llega disfrazado al Royal Hunt. Mientras el Gran Vampiro les cuenta una historia a los huéspedes del hotel, Irma irrumpe en la suite de los Werner y encuentra un mapa que conduce a la caja en el bosque. Cuando se va, es capturada y cloroformada por Moréno, quien toma el mapa. Mientras su pandilla se lleva a Irma, él viste a su sirvienta hipnotizada, Laura, como Irma y le dice que les dé el mapa a los vampiros. Una vez que uno de los vampiros (la señorita Édith) sigue el mapa para obtener el tesoro, la pandilla de Moréno la embosca, solo para descubrir que Philippe ya se lo ha llevado. Moreno exige que el Gran Vampiro rescate a Irma Vep. Temprano en la mañana, la policía allana el hotel y descubre que Werner es en realidad Norton, por lo que Philippe y Mazamette ganan el dinero. Moréno se enamora de Irma y decide no devolverla al Gran Vampiro. En cambio, la hipnotiza y la hace escribir una confesión de su participación en los asesinatos del notario de Fontainbleau (en este episodio), Metadier (episodio 4), la bailarina Marfa Koutiloff (episodio 2) y el doctor Nox (episodio 1). El Gran Vampiro viene a encontrarse con Moréno, pero Moréno por orden hipnótica obliga a Irma a matarlo. El episodio termina con el ahora rico Mazamette informando a una docena de adoradores periodistas que «aunque el vicio rara vez es castigado, la virtud siempre es recompensada».

### Episodio 7 -Satanus
Un misterioso hombre (Louis Leubas) llega a la casa de Moréno y demuestra que sabe que el cuerpo del Gran Vampiro está dentro de un baúl. Moréno intenta deshacerse de él, pero queda paralizado por un alfiler en el guante del hombre. El hombre se revela a sí mismo como el verdadero Gran Vampiro, Satanás, y que el primero era un subordinado. Mientras están en un cabaret llamado Happy Shack, Moréno e Irma reciben una nota de Satanás diciendo que verán una prueba de su poder a las dos en punto. A las dos, dispara un poderoso cañón en la Happy Shack, destruyéndola en gran medida. Mientras tanto, Philippe decide visitar a Mazamette, pero este se encuentra «persiguiendo chicas». Se esconde cuando Mazamette llega a casa, borracho, con dos mujeres y un amigo, a quien luego persigue enojado a punta de pistola. A la mañana siguiente, Irma y Moréno van a la casa de Satanás para rendirse, y Satanás les ofrece la oportunidad de trabajar con él, informándoles que el millonario estadounidense George Baldwin se detendrá en el Park Hotel. Satanás quiere la firma de Baldwin. Una de las cómplices de Moréno, Lily Flower (Suzanne Delvé), va al Park Hotel y se hace pasar por una entrevistadora de la revista Modern Woman y, mediante un engaño, consigue que Baldwin firme una hoja de papel en blanco. Después, Irma entra y engaña a Baldwin para que grabe su voz diciendo «¡Las mujeres parisinas son las más encantadoras que he visto en mi vida, de acuerdo!» Lily Flower lleva la firma de Baldwin a la casa de Moréno, y Moréno escribe una orden (sobre la firma de Baldwin) para pagarle a Lily Flower $100 000. La banda de Moréno se apodera de la telefonista del hotel Baldwin; e Irma toma su lugar usando una nota falsificada. Cuando el cajero del banco llama a Baldwin para confirmar que le ha dado un giro muy grande a una atractiva mujer parisina, Irma intercepta la llamada y reproduce la grabación que hizo de la voz de Baldwin, y el cajero queda convencido. Mientras Lily Flower toma el dinero, entra Mazamette, reconociéndola como una de las chicas que conoció en el Happy Shack, y la sigue, viendo cómo le entrega el dinero a un hombre en un taxi, que resulta ser Moréno. Esté último le da a Satanás el dinero, pero se lo devuelve como regalo. Philippe y Mazamette capturan a Lily Flower en su casa y la hacen llamar a Moréno y decirle que venga, pero cuando él e Irma llegan, caen en una trampa y son atrapados por la policía.

### Episodio 8 -Le Maître de la Foudre
Irma, condenada a cadena perpetua, ha sido enviada a la prisión de San Lázaro. Se envía una orden de traslado a la prisión para enviar a Irma a una colonia penal en Argelia. El día de su partida, Irma se entera de que Moréno ha sido ejecutado. Satanás sigue la ruta de transporte de Irma, deteniéndose en un hotel junto al mar disfrazado de sacerdote. En el puerto, da algo de consuelo religioso a los prisioneros, pero la copia de Irma contiene un mensaje secreto que dice que el barco explotará y le da instrucciones sobre cómo protegerse. Satanás destruye el barco con su cañón. Mientras tanto, Philippe descubre a través del libro de códigos rojo que el proyectil explosivo que aterrizó en el Happy Shack vino de Montmartre, y Mazamette va a investigar. Su hijo, Eustache Mazamette (René Poyen), es enviado a casa del colegio por mal comportamiento, por lo que van a investigar juntos. Encuentran a algunos hombres cargando cajas en una casa y notan que una de las cajas de los sombreros de copa contiene un caparazón. Más tarde, leyendo que no se han encontrado supervivientes del barco que explotó, Satanás visita a Philippe para vengar la muerte de Irma. Satanás paraliza a Phillipe con el alfiler envenenado en su guante y deja una bomba en un sombrero de copa para matarlo. Mazamette llega y tira el sombrero de copa por la ventana justo a tiempo. En la casa de Satanás, Eustache intenta distraerlo para esconder a Mazamette en una caja, pero Satanás ve esto a través de una mirilla. Satanás amenaza a Eustache, pero esté dispara a Satanás, y la policía allana el edificio y lo arresta. Tras la acción, descubren que el disparo de Eustache le ha roto la nariz a Mazamette. Mientras tanto, se muestra que Irma sobrevivió a la explosión en el barco y está de regreso a París como polizón debajo de un tren. Es ayudada por el personal de la estación y la policía, pretendiendo que está en «una de esas historias de amor eterno amadas por la imaginación popular». Se dirige al lugar de reunión de los vampiros, el club nocturno Howling Cat, donde actúa, y los vampiros la saludan con entusiasmo. Al enterarse del arresto de Satanás, uno de los vampiros, Venomous (Frederik Moriss), se nombra a sí mismo el nuevo jefe. Por orden de Satanás, le envían un sobre que contiene una nota envenenada, la cual come para suicidarse.

### Episodio 9 -L'homme des Poisons
Irma es ahora una colaboradora devota de Venomous, que está decidida a deshacerse de Philippe y Mazamette. Se entera de que Philippe está comprometido con Jane Bremontier (Louise Lagrange) y, al día siguiente, Irma y Lily Flower alquilan un apartamento encima del suyo. La criada de Irma, también vampiro, se entera de que la fiesta de compromiso de Philippe y Jane será atendida por la famosa Béchamel House. Venomous cancela su pedido de catering, y el día de la fiesta aparecen los vampiros. La madre de Jane (Jeanne Marie-Laurent) les da a los conserjes una botella de champán de los vampiros como regalo, y justo cuando se sirve la cena, el conserje, Leon Charlet, la bebe, se envenena y muere. Su esposa impide que los invitados a la fiesta beban su champán justo a tiempo, y los vampiros escapan apresuradamente. Unos días después, Mazamette y la madre de Philippe recogen a Jane y a su madre por la noche para llevarlas a un refugio seguro cerca de Fontainebleau. Irma, que intenta llenar el auto de la fuga con gas soporífero, es detectada por Mazamette, pero Irma lo gasea y se lo lleva dormido mientras se esconde en una caja en el auto. Mazamette es arrojado a la calle y llevado a la comisaría, creyendo que está borracho. Cuando se despierta, llama a Philippe para advertirle, pero Irma sale de la caja y se escapa en el coche antes de que Philippe pueda atraparla. Irma salta del auto cerca del Hotel Pyramid y llama a Venomous para que la encuentre allí, pero Philippe también ha acordado encontrarse con Mazamette en el mismo lugar. Philippe ve a Irma en el Hotel Pyramid, la captura y la ata. Philippe y Mazamette dejan a Irma en el coche de Mazamette e intentan emboscar a Venomous, pero Irma toca la bocina del coche para advertirle. Venomous salva a Irma y se marcha en el coche de Mazamette, por lo que Philippe y Mazamette lo persiguen en el suyo. Luego, Venomous salta del coche, y Philippe lo persigue a pie, siguiéndolo hasta la parte superior de un tren en movimiento, pero Venomous se escapa. Mazamette, enfurecido con la policía por no permitirle ayudar a Philippe en el tren, golpea a uno de los agentes, que lo arrestan. En la comisaría, Philippe y Mazamette se comportan tan dramáticamente que la policía decide no arrestar a Mazamette, que después de todo es un famoso filántropo. Pero los vampiros todavía andan sueltos.

### Episodio 10 -Les Noces Sanglantes
Han pasado algunos meses y Philippe y Jane están casados. Augustine Charlet (Germaine Rouer), viuda del conserje envenenado, es contratada por los Guérandes para ser su criada. Augustine, todavía atormentada por la misteriosa muerte por envenenamiento de su marido, recibe una circular publicitaria de una psíquica, madame d'Alba, de la 13 Avenue Junot, y decide consultarla. Madame d'Alba, una vampira, hipnotiza a Augustine y le indica que abra la puerta del apartamento de Philippe a las 2 de la mañana. Mazamette, que se ha sentido atraído por Augustine, se despierta esa noche y la ve bajar las escaleras para abrir la puerta. Los vampiros entran, la atan y llenan con gas venenoso la habitación de los Guérandes. Mazamette les dispara y huyen, y Augustine les explica sus acciones. Cuando van a la policía, Venomous intenta entrar por la ventana de un dormitorio, pero Jane le dispara. Cuando mira por la ventana, la amarran y la llevan. Al amanecer, la policía allana Avenue Junot; sin embargo, Irma y Venomous escapan por el techo, dejando una bomba. Augustine es capturado por los vampiros durante su huida. Mazamette dispara al coche de la huida, provocando una fuga de aceite. Philippe sigue el rastro hasta la guarida de los vampiros y descubre a Augustine y Jane, a quienes les pasa un arma antes de irse. Al regresar por la noche, organiza un escape durante la celebración del matrimonio de Irma con Venomous. Al amanecer, la policía se prepara para una redada masiva mientras continúa la fiesta. La policía irrumpe y se produce un tiroteo, que termina cuando los vampiros restantes (salvo Irma) son arrinconados en un balcón que Philippe había amañado anteriormente, el cual se desprende, muriendo en la caída. Irma se prepara para matar a Jane y Augustine, pero Jane la mata a tiros. Unos días después, Mazamette le hace una propuesta de matrimonio a Augustine, que ella acepta. La película termina con las dos parejas (Philippe y Jane, y Mazamette y Augustine) parados uno al lado del otro.

## Reparto

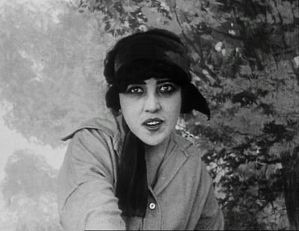
Musidora logró un gran éxito con el papel de Irma Vep.

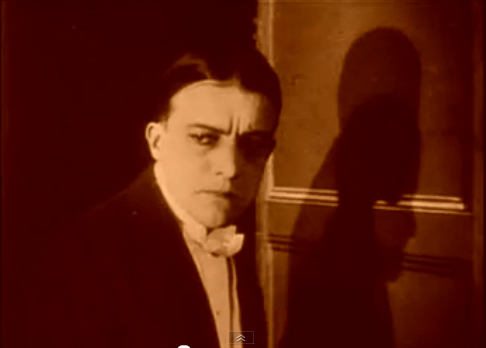
Édouard Mathé, personificando a Philipe.

- Édouard Mathé como Philippe Guérande;
- Marcel Lévesque como Oscar-Cloud Mazamette;
- Jean Aymé como el primer gran vampiro;
- Frederik Moriss como Venomous;
- Fernand Herrmann como Juan-José Moréno;
- Musidora como Irma Vep;
- Louis Leubas como Padre Silencio;
- Delphine Renot como madame Guérande;
- Louise Lagrange como Jane Bremontier;
- Jeanne Marie-Laurent como madame Brémontier;
- Germaine Rouer como Augustine;
- René Poyen como Eustache;
- Stacia Napierkowska como Marfa Koutiloff;
- Rita Herlor como la señora Simpson;
- Émile Keppens como George Baldwin;
- Renée Carl como la andaluza;
- Suzanne Delvé como Lily Flower (a veces Fleur-de-Lys);
- Miss Édith como la condesa de Kerlor;
- Georgette Faraboni como la bailarina vampiro;
- Suzanne Le Bret como Hortense;
- Maurice Luguet como De Villemant;
- Miss Maxa como Laure;
- Gaston Michel como Benjamin;
- Laurent Morléas como Gran Oficial del Ejército;
- Thelès como magistrado;
- Jacques Feyder como invitado a la fiesta;
- Françoise Rosay como invitada a la fiesta.

## Producción

### Desarrollo y redacción
El género de los seriales de crímenes era popular y prolífico en ese momento, y Feuillade había tenido un gran éxito con su trabajo anterior, el serial Fantômas. Se sospecha que la producción de Les Vampires comenzó cuando en Gaumont se enteró de que la compañía rival Pathé había adquirido los derechos para lanzar el serial Les Mystères de New York, conocida en español como Las peripecias de Elena, y sintieron que tenían que defenderse de la competencia. Otro serial estadounidense, The Perils of Pauline, se había vuelto enormemente popular desde el lanzamiento de Fantômas.
La idea de la banda criminal posiblemente se inspiró en banda Bonnot, un grupo anarquista muy avanzado que tuvo una ola de crímenes de alto perfil en París durante 1911 y 1912. Feuillade escribió el guion él mismo, pero lo hizo de una manera muy simplista, generalmente escribiendo la premisa y confiando en los actores para completar los detalles. Sin embargo, los episodios posteriores tenían guiones más elaborados. También es inconsistente en algunos puntos; por ejemplo, en Satanus, Moréno ordena a uno de sus cómplices que registre el apartamento de Mazamette, pero nunca se supo ni se vuelve a mencionar el incidente. El estilo se ha comparado con el de una revista pulp (como luego sería adaptada). En un ensayo sobre la película, Fabrice Zagury declaró: «[...] La narrativa de Feuillade rara vez se origina en principios de causa y efecto [...] siguiendo caminos laberínticos y en forma de espiral.» Ninguno de los episodios emplea la mecánica del cliffhanger, popularizada por The Perils of Pauline. El elenco elegido trabaja por primera vez para Feuillade en su mayoría, siendo que los únicos actores recurrentes de Fantômas eran los extras.

### Filmación y edición

El bosque de Fontainebleau fue elegido como escenario para varias filmaciones.

La película se rodó principalmente en París, y se dice que fue extenuante, ya que algunos actores tuvieron que irse debido a los esfuerzos de la guerra. Se rodó a bajo costo, como lo demuestra la utilización de pisos pintados para puertas, la reutilización de muebles en los decorados de la película y su dependencia de material de archivo para tomas más elaboradas, como la explosión de un ferry en Le Maître de la Foudre. Los episodios también se produjeron muy rápidamente; se han hecho estimaciones de que habría transcurrido un período de tres a cuatro meses entre el rodaje de un episodio y su estreno. Feuillade hace poco uso de las técnicas cinematográficas populares, la mayor parte de la película consiste en tomas largas con cámaras fijas con el uso ocasional de un primer plano para mostrar detalles de la trama, como fotos o cartas. Esto se hizo para darle a la película un aspecto más real. Debido a la falta de guiones de Feuillade, muchas de las escenas se improvisaron durante los días del rodaje. Musidora, una exacróbata, realizó acrobacias que ya sabía, a su manera. El trabajo en la película se realizó al mismo tiempo que su posterior serial Judex.
La película emplea tintes para describir la iluminación: ámbar para interiores con luz diurna, verde para exteriores con luz diurna, azul para escenas nocturnas y oscuras y lavanda para áreas con poca luz (como clubes nocturnos o al amanecer). Se destaca por su duración, poco menos de 400 minutos, y se considera una de las películas más largas jamás realizadas. En el momento de su estreno, era la segunda película más larga jamás realizada, detrás de la película cristiana de 1914 Fotodrama de la Creación (480 minutos).

## Lanzamiento

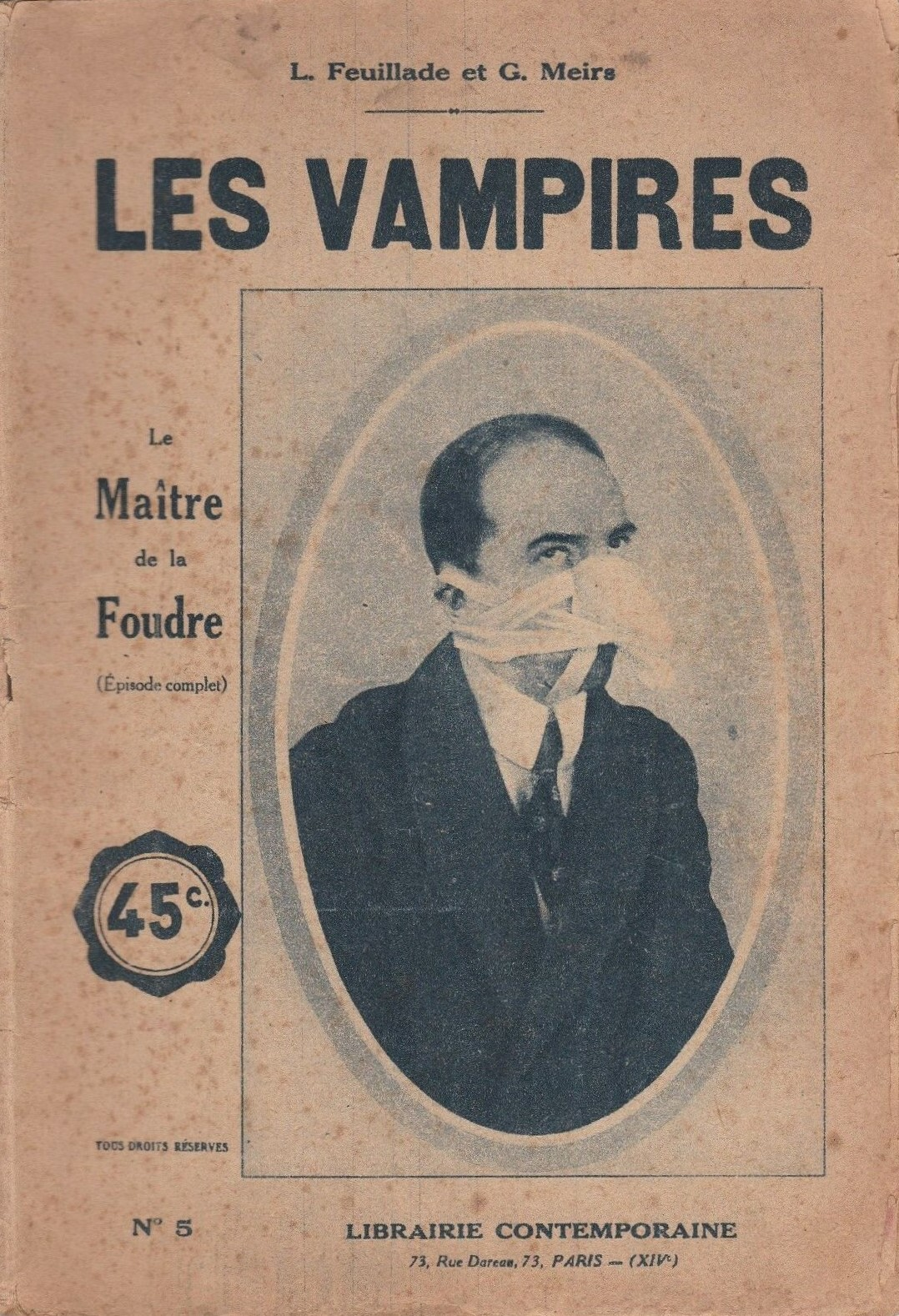
Frontispicio de la novelización del episodio Le Maître de la Foudre, que representa a Oscar-Cloud Mazamette con la nariz rota.

Les Vampires se estrenó como un serial diez episodios de diferente duración en los cines franceses, con los dos primeros estrenados el 13 de noviembre de 1915 y el último el 30 de junio de 1916. La película fue estrenada por primera vez en México y Estados Unidos el 24 de mayo de 1917 aproximadamente a la misma hora. La película fue redescubierta por el gran público en el Festival de Cine de Nueva York de 1965.
A pesar de que la Primera Guerra Mundial limitó la audiencia de la película (a diferencia del trabajo anterior de Feuillade, Fantômas), fue un gran éxito en Francia, eclipsando enormemente a la competencia original de Pathé y el serial Las peripecias de Elena. Se dice que gran parte del éxito de la película se debe a la inclusión de Musidora como la antagonista Irma Vep, que encaja bien con los arquetipos de vampiro y mujer fatal, a menudo comparada con Theda Bara. Sin embargo, la policía condenó al serial por su aparente glorificación del crimen y su dudosa moralidad. Algunos de los episodios fueron prohibidos temporalmente, pero estas prohibiciones se retiraron después de una apelación personal de Musidora.
En 1916, Tallandier publicó una novelización de siete volúmenes de Les Vampires de Feuillade y George Meirs (en cuatro libros de bolsillo seguidos de tres números del tamaño de una revista).

### Promoción
La publicidad inicial de Les Vampires tuvo el objetivo de cubrir con un manto de misterio el sentido del serial; en noviembre de 1915, las paredes de París se cubrieron con carteles callejeros que mostraban tres rostros enmascarados con un signo de interrogación como una soga, y las preguntas «Qui? Quoi? Quand? Où…?» («¿Quién? ¿Qué? ¿Cuándo? ¿Dónde…?») para anunciar los dos primeros episodios (lanzados el mismo día). Luego, se hicieron otros carteles para los episodios posteriores. Los periódicos matutinos imprimieron el siguiente poema:

Des nuits sans lune ils sont les Rois,

Les ténèbres sont leur empire.

Portant la mort, semant l'effroi.

Voici le vol noir des Vampires.

Gorgés de sang, visqueux et lourds.

Ils vont, les sinistres Vampires

Aux grandes ailes de velours

Non pas vers le Mal... Vers le Pire!
De las noches sin luna son los reyes,

La oscuridad es su reino.

Llevando la muerte y sembrando el terror

Vuelan los negros Vampiros. 

Sedientos de sangre, viscosos, pesados,

Van los oscuros Vampiros,

Con grandes alas de terciopelo,

Dispuestos no solo al mal... sino a lo peor.

### Formato doméstico
El 16 de mayo de 2000, la película fue lanzada en DVD en los Estados Unidos por Image Entertainment en una edición de dos discos, con música de Robert Israel. El material adicional de esta edición son los cortometrajes C'est pour les orphelins (Para los huérfanos), una recaudación de fondos en tiempos de guerra protagonizada por el elenco de Les Vampires, y Bout de Zan et l'embusqué, una comedia con René Poyen, así como un ensayo complementario sobre la película «The Public Is My Master» de Fabrice Zagury. Gaumont lanzó una edición especial restaurada en francés el 22 de marzo de 2006. Con 4 discos, también incluye un documental sobre Feuillade titulado Louis Feuillade at Work, un reportaje sobre la restauración de la serie y un folleto de 32 páginas. El 24 de marzo de 2008 Artificial Eye lanzó una edición de 3 discos en el Reino Unido, que incluye cinco cortometrajes y un nuevo acompañamiento musical de Éric le Guen. El 14 de agosto de 2012, Kino International lanzó una edición en Blu-ray de dos discos, remasterizados a partir de la restauración de la película de 35 mm de la Cinémathèque Française, con una partitura musical de la Mont Alto Motion Picture Orchestra y un avance de Fantômas.

## Recepción

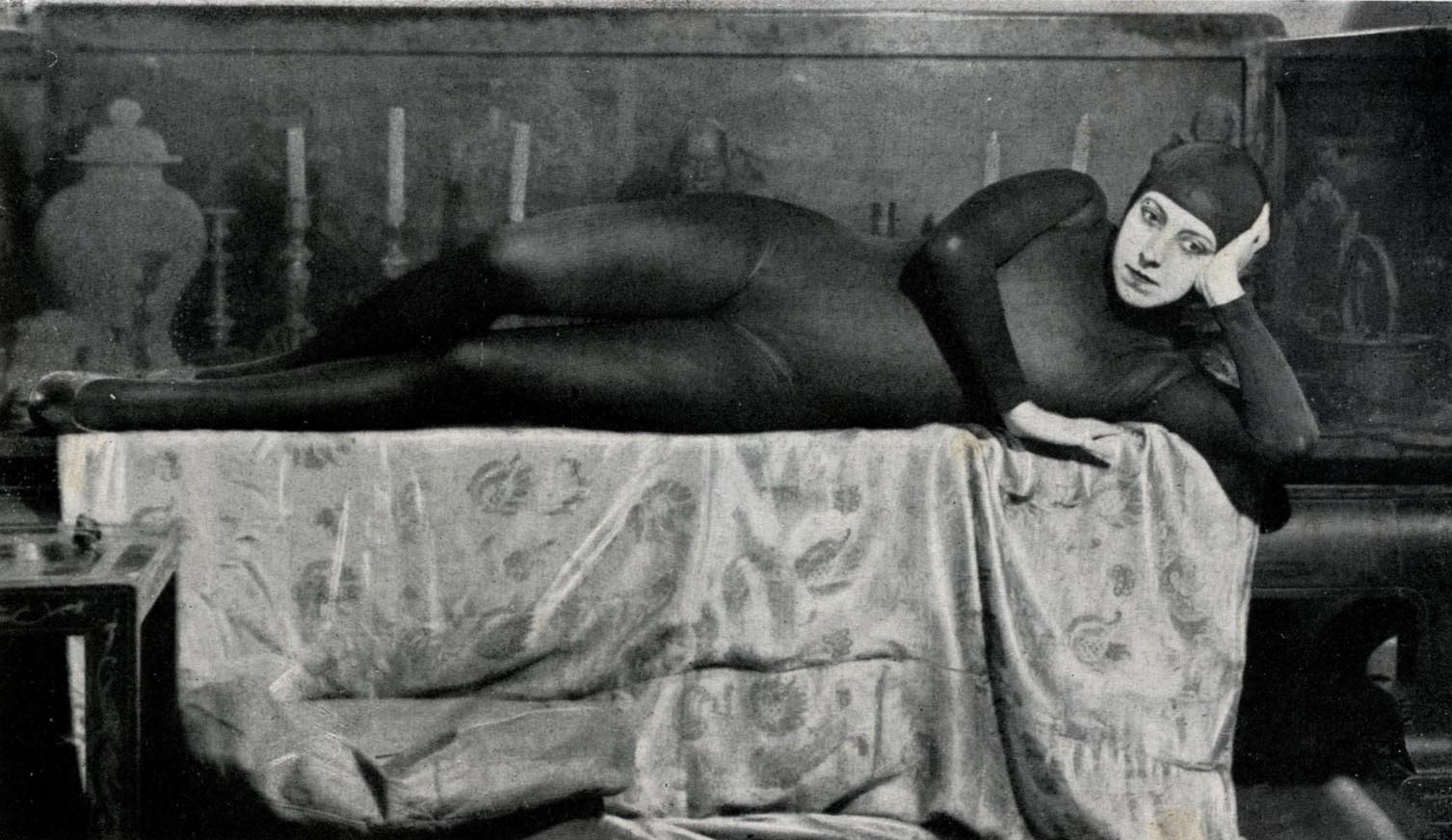
Musidora en un fotograma publicitario de Les Vampires, vistiendo su icónico mono negro. Su interpretación de Irma Vep ha sido elogiada por la crítica.

### Contemporánea
Les Vampires, al igual que los otros seriales de crímenes de Feuillade, fue generalmente despreciado por los críticos de la época. Un crítico de la revista Hebdo-Film dijo: «Que un hombre de talento, un artista, como director de la mayoría de las grandes películas que han sido el éxito y la gloria de Gaumont, comienza de nuevo a abordar este género malsano [películas de crimen], obsoleta y condenada por todos los gustos, sigue siendo para mí un verdadero problema.» Vilipendiada por quienes deseaban elevar el estatus cultural del cine en Francia, la película fue criticada por ser «anticuada e inartística», careciendo del arte de películas como El nacimiento de una nación de D. W. Griffith, también estrenada por primera vez en 1915. Feuillade, consciente de la falta de atractivo de su película para la crítica, dijo una vez: «Una película no es un sermón ni una conferencia, mucho menos un acertijo, sino un medio para entretener los ojos y el espíritu.» Sin embargo, recibió algunos elogios por otros lados, como la de los poetas franceses André Breton y Louis Aragon, que lo llamaron «la realidad de este siglo. Más allá de la moda. Más allá del gusto».

### Revaluación
Desde su estreno original, algunos críticos, entre ellos Richard Abel, Noel Burch, Francis Lacassin, Annette Michelson y Richard Roud, han reinterpretado la película. Ahora es posiblemente la obra más famosa de Feuillade y la más venerada por la crítica. Rotten Tomatoes reporta una aprobación del 96% entre 23 críticos. Mientras Mathé y Lévesque como protagonistas han sido calificados de una actuación pálida, muchos críticos han elogiado a Musidora por su interpretación, siendo descrita como actuando con una «vitalidad voluptuosa». En 1987, el crítico de cine Jonathan Rosenbaum lo llamó «uno de los placeres supremos del cine». En 2003, Slant Magazine le otorgó cuatro estrellas, calificándola de «notablemente en sintonía con la moralidad de la época» y «estimulante». También señaló que «[...] su reflejo maquiavélico de un orden burgués complaciente al borde del colapso hace de esta obra maestra realista.» En una revisión posterior, para la versión de Blu-ray de 2012, la revista elogió aún más la película, comentando sobre la ejecución simplificada del proto-thriller de la película, dándole una naturaleza muy moderna, así como su desorden surrealista, afirmando que a veces «la fidelidad de la película al realismo parece detenerse en medio de un salto mortal, con la sangre corriendo a su cerebro.» Time Out le dio a la película 5 estrellas, pero señaló que «si se muestra, como suele ocurrir, en una gran maratón antinatural, puede ser una auténtica tortura.»
Glenn Erickson de DVD Savant le dio una crítica muy positiva, destacando su enfoque gráfico de la sensualidad y la violencia. Jamie S. Rich de DVD Talk también dio una crítica positiva, resumiendo que «Les Vampires es un verdadero placer. Es ficción pulp que cobra vida en una pantalla de cine, [con] más de seis horas de criminales coloridos, benefactores de madera y actos escandalosos de malicia y maldad.» Sin embargo, también agregó que la duración de la película y la estética anticuada son la ruina de la película. Josh Hurtado de Twitch Film lo calificó como un «paseo de seis horas y media de cine emocionante», mientras que Sean Axmaker, que escribió para Turner Classic Movies, lo llamó «una extraña y maravillosa obra maestra de elegante belleza y sorpresas cinematográficas». Rianne Hill Soriano de Yahoo! Movies dijo que «por su contexto histórico y cinematográfico como una de las obras más instrumentales en la evolución del cine como forma de arte y como industria, Les Vampires es una valiosa adición a la colección de películas de un cinéfilo.»

### Reconocimientos
En 2002, la película quedó en el puesto 30 en la encuesta de los diez mejores críticos de Sight & Sound y en el puesto 78 en la lista de las 250 mejores películas del siglo XX de The Village Voice. En 2010, The Guardian la nombró la vigésimo quinta película de terror más grande de todos los tiempos. Se incluye en los libros AFI Desk Reference, National Society of Film Critics' 100 Essential Films, 1000 Essential Films, The Village Voice Film Guide y 1001 películas que hay que ver antes de morir.

## Repercusiones

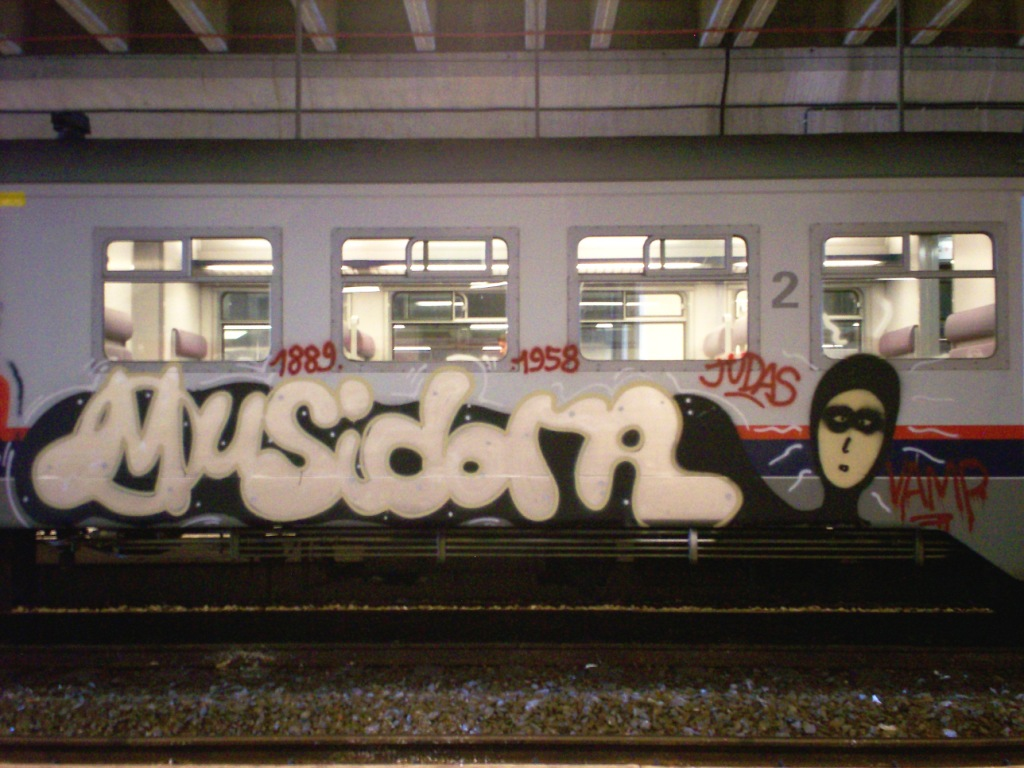
Un homenaje moderno a Musidora y la película en un tren de la belga SNCB hecho por un artista callejero.

Musidora vio un notable aumento en su perfil público después del estreno de la película, convirtiéndose en una estrella del cine francés. Pudo concentrar su carrera en la dirección y escritura de sus propias películas. Édouard Mathé y Marcel Lévesque disfrutaron de una larga carrera cinematográfica como resultado de sus actuaciones. Los tres protagonistas, así como muchos otros miembros del reparto, acompañaron a Feuillade en otros de sus seriales como Judex, Tih Minh, Barrabas y Parisette.

### Legado
Se dice que la película estableció el género del thriller policial, creando técnicas de thriller cinematográfico utilizadas más tarde por Alfred Hitchcock y Fritz Lang. Lang también adoptó el uso de artilugios como cañones y bombas en películas como El doctor Mabuse y Las arañas. También se dice que inspiró a cineastas experimentales como Luis Buñuel y directores de la Nouvelle vague como Alain Resnais y Georges Franju. Algunos lo han llamado un ejemplo temprano de una película de gánsteres.
Irma Vep, película de Olivier Assayas de 1996, con una trama que trata sobre el intento de un director de rehacer a Les Vampires, es tanto un homenaje a la naturaleza innovadora de la película original como una crítica del estado actual del cine francés. La obra El misterio de Irma Vep también está inspirada en la película, al igual que la adaptación brasileña Irma Vep - She's Back!.
Se hace referencia a Les Vampires en la película francesa de 1974 Céline et Julie vont en bateau, donde los personajes del título se visten con trajes que se asemejan al traje negro de Irma Vep, y en la película de guerra de 2009 Inglourious Basterds, donde se pueden ver carteles publicitarios en una oficina. El álbum debut homónimo del grupo punk estadounidense Black Lips presenta una imagen de Irma Vep como portada del álbum. El dúo francés de música electrónica Château Flight lanzó una banda sonora de la película en 2006.
En la colección de historias Moriarty: The Hound of the D'Urbervilles de Kim Newman, se retrata al profesor Moriarty tratando con Les Vampires varias veces. Les proporciona un cráneo que supuestamente es el de Napoleón Bonaparte, destinado a ser utilizado como recipiente para beber.